# Khí nâng
Theo lực đẩy Archimedes, khí nâng rất cần thiết cho khí cầu để tạo sự nổi lên trong không khí, đặc biệt là trong các khinh khí cầu hoặc bóng bay. Khi khí nhẹ hơn không khí được gọi là khí nâng. Khí khô có tỉ trọng khoảng 1.29 g/L (một gam trên lít) ở điều kiện tiêu chuẩn (STP) và khối lượng phân tử trung bình khoảng 28.97 g/mol, trong khi khí nâng có tỉ trọng nhỏ hơn khí này.

## Khí nâng được theo lý thuyết
- Không khí nóng
- Hydro
- Heli
- Hơi nước
- Chân không
- Ammonia
- Mêtan
- Khí than
- Acetylen
- Axit xianhidric
- Neon
- Nitơ tinh khiết
- Plasma
- Các hợp chất của các chất nói trên